# 1000-km-Rennen von Algarve 2010

Autódromo Internacional do Algarve

Das 1000-km-Rennen von Algarve 2010, auch 1000 km do Algarve, fand am 17. Juli auf dem Autódromo Internacional do Algarve statt und war der dritte Wertungslauf der Le Mans Series dieses Jahres.

## Das Rennen
Begünstigt durch die Abwesenheit der Werkswagen von Peugeot und Audi, gelang der Oreca-Mannschaft ein deutlicher Gesamtsieg. Olivier Panis, Stéphane Sarrazin und Nicolas Lapierre siegten im Peugeot 908 HDi FAP mit fünf Runden Vorsprung auf den Lola B10/60 von Neel Jani und Nicolas Prost.

## Ergebnisse

### Schlussklassement
| 1           | LMP1 | 4   | Team Oreca Matmut        | Olivier Panis Stéphane Sarrazin Nicolas Lapierre   | Peugeot 908 HDi FAP        | 215 |
| 2           | LMP1 | 12  | Rebellion Racing         | Neel Jani Nicolas Prost                            | Lola B10/60                | 210 |
| 3           | LMP1 | 008 | Signature Plus           | Franck Mailleux Vanina Ickx Pierre Ragues          | Lola Aston Martin DBR1     | 209 |
| 4           | LMP2 | 25  | RML                      | Thomas Erdos Mike Newton Ben Collins               | Lola B08/80                | 201 |
| 5           | LMP2 | 41  | Team Bruichladdich       | Thor-Christian Ebbesvik Karim Ojjeh Tim Greaves    | Ginetta-Zytek 09S          | 193 |
| 6           | FLM  | 44  | DAMS                     | Warren Hughes Jody Firth                           | Oreca FLM09                | 193 |
| 7           | GT2  | 96  | AF Corse                 | Jaime Melo Gianmaria Bruni                         | Ferrari F430 GTC           | 192 |
| 8           | FLM  | 43  | DAMS                     | Alessandro Cicognani Gary Chalandon Andrea Barlesi | Oreca FLM09                | 191 |
| 9           | GT2  | 95  | AF Corse                 | Jean Alesi Toni Vilander Giancarlo Fisichella      | Ferrari F430 GTC           | 191 |
| 10          | GT2  | 77  | Team Felbermayr Proton   | Richard Lietz Marc Lieb                            | Porsche 997 GT3 RSR        | 191 |
| 11          | GT2  | 92  | JMW Motorsport           | Rob Bell Darren Turner                             | Aston Martin V8 Vantage    | 190 |
| 12          | GT2  | 88  | Team Felbermayr Proton   | Martin Ragginger Wolf Henzler Christian Ried       | Porsche 997 GT3 RSR        | 190 |
| 13          | GT2  | 94  | AF Corse                 | Luís Pérez Companc Matías Russo                    | Ferrari F430 GTC           | 190 |
| 14          | GT2  | 89  | Hankook Team Farnbacher  | Dominik Farnbacher Allan Simonsen                  | Ferrari F430 GTC           | 189 |
| 15          | GT2  | 91  | CRS Racing               | Andrew Kirkaldy Tim Mullen                         | Ferrari F430 GTC           | 189 |
| 16          | GT2  | 85  | Spyker Squadron          | Jeroen Bleekemolen Peter Dumbreck                  | Spyker C8 Laviolette GT2-R | 188 |
| 17          | GT2  | 76  | IMSA Performance Matmut  | Patrick Pilet Raymond Narac                        | Porsche 997 GT3 RSR        | 188 |
| 18          | GT2  | 90  | CRS Racing               | Pierre Kaffer Phil Quaife Pierre Ehret             | Ferrari F430 GTC           | 187 |
| 19          | FLM  | 45  | Boutsen Energy Racing    | Dominik Kraihamer Nicolas De Crem Bernard Delhez   | Oreca FLM09                | 187 |
| 20          | LMP1 | 13  | Rebellion Racing         | Jean-Christophe Boullion Andrea Belicchi           | Lola B10/60                | 186 |
| 21          | GT1  | 50  | Larbre Compétition       | Gabriele Gardel Patrice Goueslard Fernando Rees    | Saleen S7-R                | 184 |
| 22          | LMP2 | 36  | Pegasus Racing           | Julien Schell Frédéric Da Rocha                    | Courage-Oreca LC75         | 179 |
| 23          | FLM  | 46  | JMB Racing               | Peter Kutemann Maurice Basso John Hartshorne       | Oreca FLM09                | 175 |
| 24          | GT1  | 66  | Atlas FX-Team Full Speed | Carlo van Dam Julian Schroyen Norbert Walchhofer   | Saleen S7-R                | 171 |
| 25          | LMP2 | 24  | OAK Racing               | Matthieu Lahaye Jacques Nicolet                    | Pescarolo 01 Evo           | 153 |
| Ausgefallen |      |     |                          |                                                    |                            |     |
| 26          | LMP2 | 42  | Strakka Racing           | Jonny Kane Danny Watts Nick Leventis               | HPD ARX-01c                | 120 |
| 27          | LMP2 | 35  | OAK Racing               | Richard Hein Guillaume Moreau                      | Pescarolo 01 Evo           | 91  |
| 28          | LMP2 | 40  | Quifel ASM Team          | Olivier Pla Miguel Amaral                          | Ginetta-Zytek 09S          | 91  |
| 29          | GT2  | 75  | Prospeed Competition     | Richard Westbrook Marco Holzer                     | Porsche 997 GT3 RSR        | 38  |
| 30          | FLM  | 49  | Applewood Seven          | Damien Toulemonde Mathias Beche                    | Oreca FLM09                | 26  |
| 31          | FLM  | 47  | Hope Polevision Racing   | Olivier Lombard Steve Zacchia Luca Moro            | Oreca FLM09                | 3   |
| 32          | FLM  | 48  | Hope Polevision Racing   | Nico Verdonck Christophe Pillon Vincent Capillaire | Oreca FLM09                | 1   |

### Nur in der Meldeliste
Hier finden sich Teams, Fahrer und Fahrzeuge, die ursprünglich für das Rennen gemeldet waren, aber aus den unterschiedlichsten Gründen daran nicht teilnahmen.
| Pos. | Klasse | Nr. | Team | Fahrer                                         | Chassis     |
| ---- | ------ | --- | ---- | ---------------------------------------------- | ----------- |
| 42   | LMP2   | 39  | KSM  | Jean de Pourtales Hideki Noda Jonathan Kennard | Lola B08/47 |

### Klassensieger
| Klasse | Fahrer            | Fahrer            | Fahrer           | Fahrzeug            | Platzierung im Gesamtklassement |
| ------ | ----------------- | ----------------- | ---------------- | ------------------- | ------------------------------- |
| LMP1   | Olivier Panis     | Stéphane Sarrazin | Nicolas Lapierre | Peugeot 908 HDi FAP | Gesamtsieg                      |
| LMP2   | Thomas Erdos      | Mike Newton       | Ben Collins      | Lola B08/80         | Rang 4                          |
| FLM    | Warren Hughes     | Jody Firth        |                  | Oreca FLM09         | Rang 6                          |
| GT1    | Patrice Goueslard | Gabriele Gardel   | Fernando Rees    | Saleen S7-R         | Rang 21                         |
| GT2    | Gianmaria Bruni   | Jaime Melo        |                  | Ferrari F430 GTC    | Rang 7                          |

### Renndaten
- Gemeldet: 42
- Gestartet: 41
- Gewertet: 25
- Rennklassen: 5
- Zuschauer: unbekannt
- Wetter am Renntag: trocken, einbrechende Dunkelheit am Ende des Rennens
- Streckenlänge: 4,665 km
- Fahrzeit des Siegerteams: 5:48:30,820 Stunden
- Gesamtrunden des Siegerteams: 215
- Gesamtdistanz des Siegerteams: 1002,975 km
- Siegerschnitt: 172,302 km/h
- Pole Position: Nicolas Lapierre – Peugeot 908 HDi FAP (#4) – 1:30,681 = 184,802 km/h
- Schnellste Rennrunde: Olivier Panis – Peugeot 908 HDi FAP (#4) – 1:32,375 = 181,413 km/h
- Rennserie: 3. Lauf der Le Mans Series 2010